# José María de Orbe y Gaytán de Ayala
José María de Orbe y Gaytán de Ayala (Vergara, 9 de diciembre de 1848 - Astigarraga 12 de junio de 1933) fue un noble, político y militar español, titulado V marqués de Valdespina (1891-1933). 

## Biografía

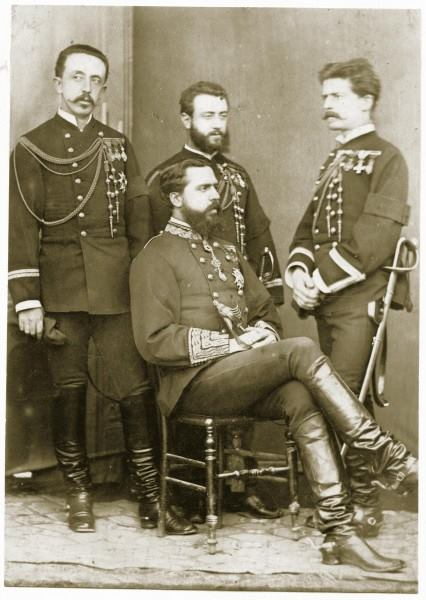
Fotografía de Don Carlos en Durango con sus oficiales de órdenes, de izquierda a derecha: ¿Antonio Oliver?, José M.ª de Orbe y José Ponce de León (1874)

Hijo primogénito de Juan Nepomuceno de Orbe y Mariaca, IV marqués de Valde-Espina, y de María Casilda Gaytán de Ayala y Areizaga, nació en el Palacio de Recalde, en Vergara. Huyó con su familia tras la Revolución de 1868. Luchó durante la tercera guerra carlista (1872-1876) junto con su hermano Cándido. Participó en numerosas acciones destacadas y obtuvo el grado de comandante. Durante la guerra estuvo a las órdenes de su padre y posteriormente fue ayudante de órdenes del pretendiente Carlos María de Borbón y Austria-Este, que le concedería en 1876 el título nobiliario de Vizconde de Orbe por su lealtad a la causa carlista. Tras la guerra se exilió en Francia e Inglaterra formando parte del séquito del pretendiente.
A su vuelta y tras años manteniéndose al margen volvió a participar activamente en política a partir de 1904, en las filas de la Liga Foral Autonomista, organización política renovada del carlismo. Fue repetidas veces alcalde de Ermua y Astigarraga, localidades en las que su familia tenía gran ascendencia. En 1911 fue elegido presidente de la Diputación Foral de Guipúzcoa, cargo que repitió en 1915 y 1918. También fue diputado provincial de Vizcaya. En 1919 era el presidente del carlismo guipuzcoano al producirse la escisión de este movimiento, siguiendo a Vázquez de Mella.
Falleció en 1933 en Astigarraga, en el palacio de Murguía, propiedad ancestral de su familia. Tuvo cuatro hijas y tres hijos.